# Teodor Ptaszyński
Teodor Ptaszyński (ur. 2 kwietnia 1914 w Olendrach Dużych, zm. 2 marca 1997 w Sieradzu) – sierżant Wojska Polskiego.

## Życiorys
Syn Ignacego i Józefy, miał czwórkę rodzeństwa. Ukończył szkołę  powszechną w Sieradzu, w trakcie nauki należał do drużyny harcerskiej. 
W 1937 roku został powołany do odbycia służby wojskowej w 37 pułku piechoty. Został skierowany na przeszkolenie podoficerskie, po którym został skierowany do służby w Korpusie Ochrony Pogranicza w Zalesiakach i Nowych Trokach. Służbę zakończył w marcu 1939 roku.
W lipcu 1939 roku został zmobilizowany i powołany do służby w 31 pułku strzelców kaniowskich. Z tą jednostką przebył szlak bojowy. 18 września był w grupie żołnierzy którzy wyrwali się z okrążenia w lasach kozienickich. Kontynuował walkę w rejonie Zamościa i Tomaszowa Lubelskiego. 
Został wzięty do niewoli przez Armię Czerwoną i trafił do obozu jenieckiego w Starobielsku, gdzie pracował przy budowie dróg.
W dniu 12 sierpnia 1940 roku został objęty amnestią na mocy dekretu Rady Najwyższej ZSRS i trafił do jednostek polskich tworzonych przez Władysława Andersa. Otrzymał przydział do 2 pułku piechoty 6 Dywizji Piechoty w Tockoje. Jednostka została we wrześniu przemianowana na 16 pułk piechoty i w 1942 roku przeniesiona do Kitob w Uzbekistanie. W sierpniu 1942 roku drogą morską został przetransportowany do Iranu, a następnie do Iraku.
Przeszedł szkolenie w obozach koło Kirkuku i w Quizil Ribat. W 1943 roku jego jednostka została przeformowana w 16 Lwowski Batalion Strzelców i przeniesiona do Palestyny a następnie do Egiptu.
W lutym 1944 roku jego jednostka została przetransportowana do Włoch. Brał udział w walkach o Monte Cassino, nad rzeką Chienti oraz o Anconę i Bolonię. Po zakończeniu działań bojowych we Włoszech pozostał w Triście w wojskach okupacyjnych.
W 1947 roku został zdemobilizowany i osiadł w Anglii. W 1956 roku poślubił narzeczoną Milldread. Do Polski powrócił w listopadzie i zamieszkał w Sieradzu. W 1994 roku został awansowany na stopień sierżanta.
Zmarł 2 marca 1997 roku i został pochowany w rodzinnym grobowcu na cmentarzu parafialnym.

## Odznaczenia
- Krzyż Walecznych
- Krzyż Pamiątkowy Monte Cassino
- Italy Star
- Medal Wojska
- Medal „Za udział w wojnie obronnej 1939”